# マズルカ (ミサイル)
マズルカ（フランス語: Marine Supersonique Ruelle Contre Avions, MASURCA）は、フランスで開発された艦隊防空ミサイル・システム。開発はリュエル海軍兵器局によって行われた。

## 来歴
フランスは、第二次世界大戦末期より、ナチス・ドイツのミサイル技術に興味を示しており、1944年10月にはドイツの秘密兵器研究を担当する委員会が設置された。まずHs.293やフリッツXといった誘導爆弾のリバースエンジニアリングが試みられたのち、1948年には、Hs.117地対空ミサイルの技術資料を参考に、新規の開発が決定された。
Hs.117そのものの試射は行われず、MARUCA（MArine RUelle Contre Avion）計画の名のもとで、設計は大きく変更された。硝酸系の酸化剤を使う点では同じだが、燃料はトンカからフラリンに変更された。飛行試験は1951年より開始された。しかしブースターの分離に問題があり、A1からA5までの改訂案が順次に作成された。1954年秋にはまったく新しいA6案が作成され、速度はマッハ0.85に増加した。これは1959年より試射に入ったものの、艦上での液体燃料ロケットの実用性に疑義を呈する結果となった。
このことから、1953年6月には、固体燃料ロケットを用いた超音速ミサイルの開発が検討されるようになった。これは当初はMARUCA Cと称されていたが、後にMASURCAと改称した。MARUCAは1961年まで、MASURCAのテストベッドとして用いられていた。

## 設計
設計面では、多くの点でアメリカ合衆国のテリアミサイルやSM-1ERに類似するが、マズルカのほうがやや大きく重くなっている。要求仕様としては、レーダー反射断面積1平方メートルの目標2個に対して、距離35,000～40,000メートル、高度18,000メートルまでの範囲で交戦する能力が求められていた。当初はビームライディング誘導だったが、後にセミアクティブ・レーダー・ホーミング（SARH）誘導に変更されている。火器管制レーダーとしてはC/Xバンド（G/Iバンド）のDRBI-51が用いられた。
発射機もテリアと同様の連装型で、水平式のドラム型弾庫を採用し、ブースターへのフィンの接合が手作業で行われるのも同様である。発射機ごとに46発のミサイルが収容されており、うち10発は弾体とブースターが別々に収容された予備弾であった。連続発射の場合、30秒ごとに2発ずつの斉射を行うことができた。
システム重量としては、射撃指揮装置が111.5トン、発射機自体が31.5トン、装填装置が202.0トン、ミサイルが105.0トンで、合計450トンであった。

## 搭載艦
- フランス海軍
  - 巡洋艦「コルベール」（近代化改修により後日装備）
  - シュフラン級駆逐艦「シュフラン」「ディケーヌ」

マズルカ・システムを搭載したのは上記3隻で、ケルサン級駆逐艦（シュルクーフ級駆逐艦改装艦）及びカサール級駆逐艦といったターター・システム搭載艦と共にフランス海軍の艦隊防空を担った。この他、ヘリ空母「ジャンヌ・ダルク」にも設計段階で搭載が検討されたが、最終的に断念されている。
「コルベール」は1991年に退役し、シュフラン級2隻も後継となるフォルバン級駆逐艦（ホライズン計画に基づくPAAMS搭載艦）の就役を待って2008年まで順次退役したことで、マズルカ・システムの運用は終了した。